# 萨索科尔巴洛城堡

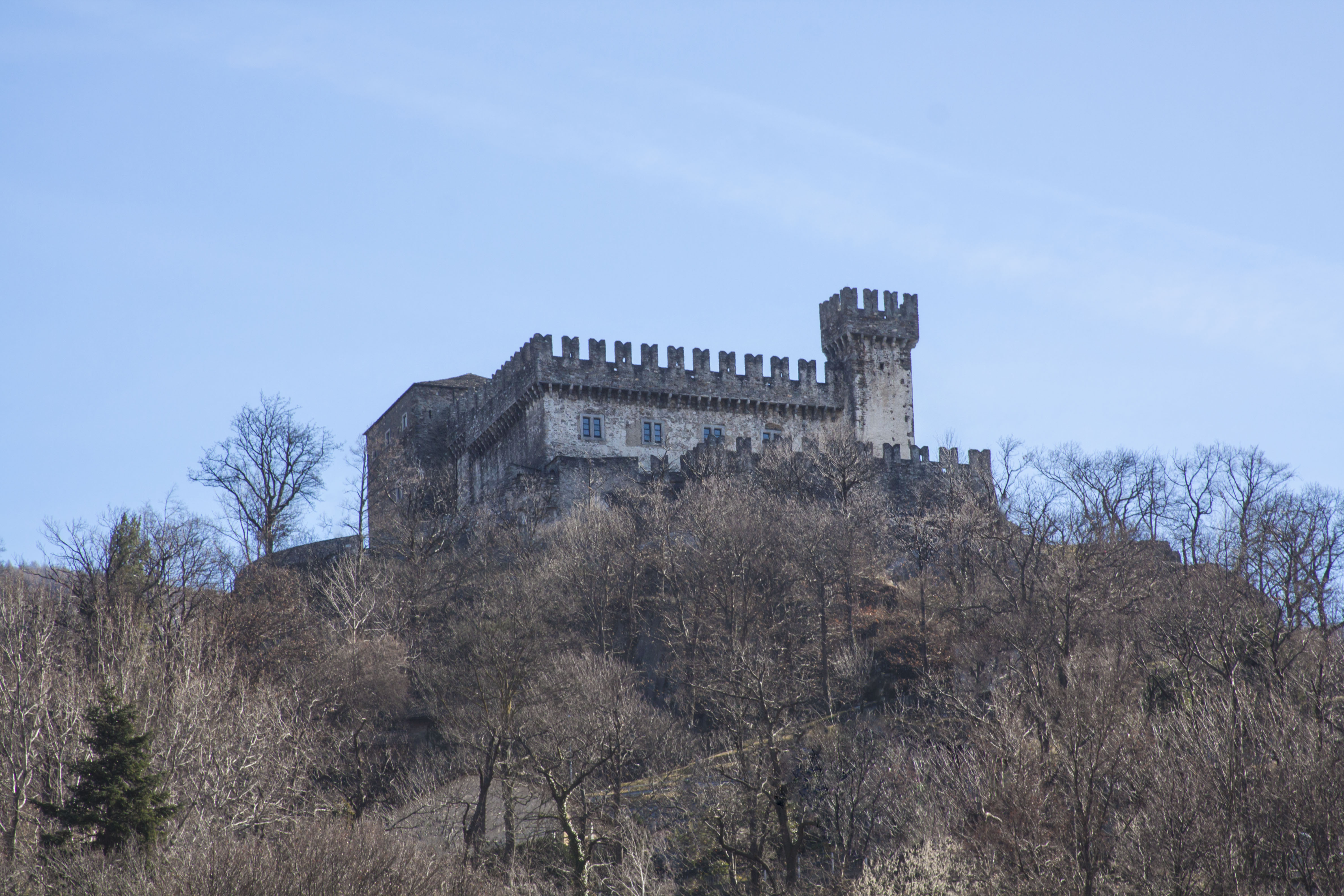

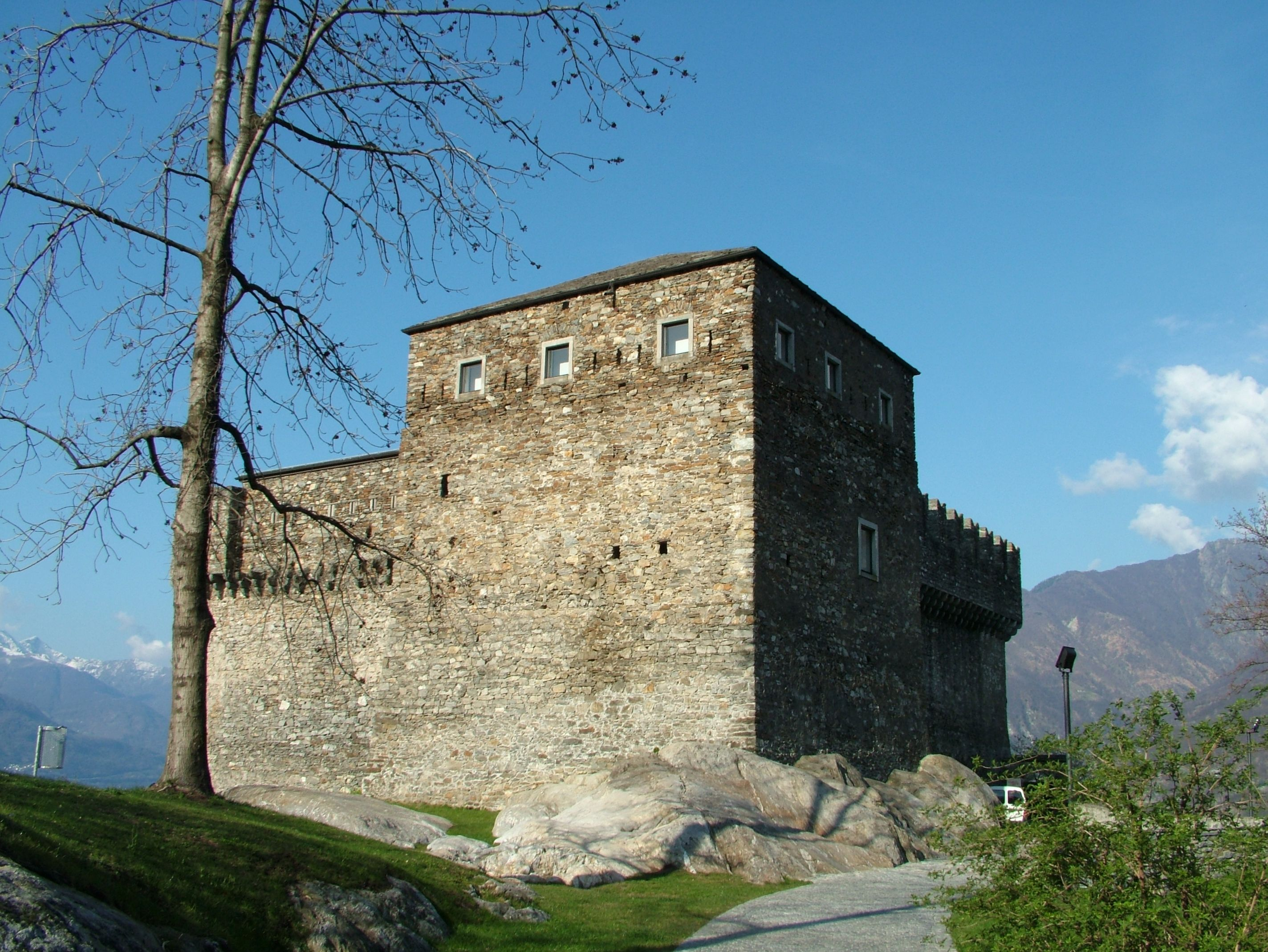

萨索科尔巴洛城堡（Castello di Sasso Corbaro） 位于贝林佐纳东南方600米的山丘上，2000年，作为贝林佐纳三座要塞及防卫墙和集镇的一部分，列为世界遗产。。这是贝林佐纳的最后一座城堡，建于1478年至1482年。这是一个边长25米的正方形，在东北角和西南角有方形塔楼。与其他两座城堡不同，萨索科尔巴洛城堡没有融入城墙。1798年并入瑞士后，城堡被遗弃。1870年曾出售作为私人避暑别墅。到1900年已成为废墟。1919年由州政府收回修复。